# Кинг Пауър Стейдиъм
„Кинг Пауър Стейдиъм“, (на английски: King Power Stadium) е наименованието на новопостроения през 2002 година стадион на английския футболен отбор Лестър Сити.
Съоръжението е с капацитет за 32 500 седящи места. Името на стадиона идва вследствие на десет годишен спонсорски договор с компанията производител на чипс – „Уокърс“, който впоследствие е удължен до 2017 година. След изкупуването на клуба от тайландския бизнесмен Вичай Сриваданапраба, този договор е прекратен и от сезон 2011 – 12 г. името на стадиона се сменя на „Кинг Пауър Стейдиъм“.

## История
Разположението на новото съоръжение е недалеч от мястото на стария стадион на клуба – „Филбърт Стрийт“, който се използва от отбора от 1891 година. С обявяването на т.нар. „Taylor Report“ от 1990 година, изискващ всички клубове от водещите две дивизии да разполагат със стадиони само със седящи места, ръководителите на Лестър Сити започват да проучват възможността за построяването на нова сграда. В крайна сметка, вместо това, е решено да се направи реконструкция на „Филбърт Стрийт“, като се изгради нова голяма и модерна главна трибуна, а на останалите три стари и ниски трибуни само се добавят седалки. Така капацитетът на стария стадион за сезона 1994 – 95 година, когато реконструкцията е завършена, става 21 500 зрители – всички седящи места.
Това съвпада и с влизането на „Лестър“ в Английската Висша Лига. След като отбърт изпада от там след само един сезон, изглежда, че решението за реконструкцията за 21-хиляден стадион е напълно адекватно. Нещата обаче се променят, когато година по-късно, клубът печели отново промоция за Висшата Лига с което започва най-успешния период в историята на „Лестър Сити“. В четири поредни сезона, отборът е в първата десетка на Премиершип, като успоредно с това, два пъти печели турнира за Купата на лигата на Англия.
Всичко това, води до изпълване на всички места на стадиона, за всеки мач през последните години на 1990-те. В резултат, през 1998 година е обявено първоначално намерение за построяване на стадион с 40 000 седящи места, някъде в района „Bede Island South“. Това намерение е променено скоро след това, като клубът насочва вниманието си към терен недалеч от стария стадион, на около 200 метра в южна посока. През 2000 година е одобрен проектът на архитектурното бюро „Miller Partnership“, за съоръжение с 32 500 места. Строителството на новата сграда е извършено в периода 2001 – 2002 година, така че отборът да започне сезон 2002 – 2003 на новия „Уокърс Стейдиъм“. За жалост това съвпада с изпадането на „Лестър“ от Висшата Лига и последвалите финансови затруднения. Все пак новото съоръжение е официално открито на 23 юли 2002 година от бившата звезда на отбора – Гари Линекер. Първото спортно събитие на стадиона е приятелската среща с Атлетик Билбао, завършила при равен резултат (1 – 1).
Рекордната посещаемост за футболен мач на „Уокърс“ е регистрирана през 2003 година, когато 32 148 зрители гледат срещата срещу Нюкасъл Юнайтед.

## Собственост
Изграждането на скъпо съоръжение на стойност £37 милиона британски лири в комбинация с отпадането от Висшата Лига, колапса на английския трансферен пазар поради въвеждане на „трансферните прозорци“, както и фалита на телевизията „ITV Digital“ води до задвижване на процедура по фалит на клуба с въвеждане на външно служебно управление. По тази причина, фирмата „Birse Construction“, която е строителя на стадиона, не получава част от паричната сума за извършените работи.
Като част от сделка за изваждане на клуба от процедурата по фалит, собствеността на съоръжението преминава в ръцете на американската компания – „Teachers Insurance“, която осигурява £28 милиона британски лири по ипотечната схема. Три години по-късно през 2006, американо-сръбския бизнесмен Милан Мандарич отправя оферта за закупуването на клуба Лестър Сити, заедно със стадиона.